# Węgorzyno
Węgorzyno (in tedesco Wangerin) è un comune urbano-rurale polacco del distretto di Łobez, nel voivodato della Pomerania Occidentale.
Ricopre una superficie di 256,19 km² e nel 2005 contava 7 344 abitanti.